# Leeuwarden-Fryslân 2018

Poster It Giet Oan (Leeuwarden culturele hoofdstad van Europa in 2018)

Leeuwarden-Fryslân 2018 (afgekort LF2018) was de titel voor Leeuwarden als culturele hoofdstad van Europa in 2018. Gedurende het hele jaar waren er culturele activiteiten in zowel de stad als de provincie Friesland. Een van de onderdelen was het project 11Fountains, waarin alle elf Friese steden een fontein kregen, ontworpen door internationale kunstenaars. Op het Oldehoofsterkerkhof werd het 'taalpaviljoen' Obe gebouwd voor het project rondom minderheidstalen Lân fan taal (Land van taal).

## Selectie
Uiterlijk november 2012 moest Nederland één stad voordragen aan de Raad van Europese Ministers van Cultuur. Het ministerie van OCW is hier verantwoordelijk voor. Alle kandidaatsteden maakten een bidbook, waarin zij trachten uit te leggen, waarom de keuze op die stad zou moeten vallen. De Nederlandse kandidaten waren:
- Eindhoven (BrabantStad)[2]
- Maastricht (Euregio Maas-Rijn)[3]
- Den Haag[4]
- Utrecht[5]
- Leeuwarden (Friesland)[6]

Op 30 november 2012 werd in de halve finale door de jury besloten, dat Maastricht, Eindhoven en Leeuwarden de laatste drie overgebleven kandidaten voor de Nederlandse afvaardiging zijn. In september 2013 werd bekendgemaakt, dat Leeuwarden de Nederlandse afvaardiging wordt als culturele hoofdstad van Europa 2018.

## Kritiek
De keuze van Leeuwarden als culturele hoofdstad kreeg kritiek vanwege de hoge kosten en het feit dat de (Friese) bestuurders de laatste decennia weinig energie en geld in de Friese cultuur en natuur hebben gestoken. Ook het thema Iepen Mienskip (Fries voor: open gemeenschap) kreeg kritiek, onder andere van de voormalig projectleider, Ton F. van Dijk. Dat aan de organisatie mensen van buiten Friesland meewerken viel ook niet in goede aarde. Kritiek van de geboren Fries en cabaretier Jan Jaap van der Wal, die het project dramatisch noemde, de organisatie vaag en de plannen gelul, haalde verschillende landelijke media.

## Boycot bestuurlijke contacten zusterproject
Het bestuur van de Culturele Hoofdstad Leeuwarden-Friesland 2018 boycot de organisatie van het zusterproject in Valletta (Malta) naar aanleiding van de bomaanslag op de journaliste Daphne Caruana Galizia. Eerder maakte de organisatie zich niet geliefd door te zwijgen over de kwestie van de moord. Dit kwam op kritiek te staan van onder meer rapporteur van de Raad van Europa, Pieter Omtzigt, en nabestaanden.